# Bion Tsang
Bion Tsang (* 4. Mai 1967 in Lansing) ist ein US-amerikanischer Cellist.
Der Sohn chinesischer Eltern begann im Alter von sechs Jahren Klavier und siebenjährig Cello zu spielen. Er besuchte dann die Juilliard School, erwarb den Grad des Bachelor of Arts an der Harvard University und den Master of Musical Arts an der Yale University als Schüler von Aldo Parisot. Weitere wichtige Lehrer waren Luis Garcia-Renart, William Pleeth, Channing Robbins und Leonard Rose. Er unterrichtet an der University of Texas at Austin und als Gastprofessor an der Indiana University Bloomington.
Als Solist debütierte Tsang elfjährig in zwei Konzerten mit Zubin Mehta und dem New York Philharmonic Orchestra. Eines der Konzerte wurde vom CBS in der Fernsehreihe Festival of Lively Arts übertragen. Er war der jüngste Cellist, der jemals mit dem Gregor Piatigorsky Memorial Prize und dem Artists International Award ausgezeichnet wurde, und gewann 1990 eine Bronzemedaille beim Tschaikowski-Wettbewerb. Als Kammermusiker arbeitete er u. a. mit den Geigern Pamela Frank, Jaime Laredo, Cho-Liang Lin, Anne Akiko Meyers, Kyoko Takezawa und Chee Yun, dem Bratschisten Michael Tree, dem Cellisten Yo-Yo Ma, dem Kontrabassisten Gary Karr und dem Pianisten Leon Fleisher zusammen, trat mit der Boston Chamber Music Society, der Brooklyn Chamber Music Society, der Chamber Music International of Dallas, der Fort Worth Chamber Music Society, der Da Camera of Houston, der Camerata Pacifica in Los Angeles und Bargemusic in New York auf und nahm am Marlboro Music Festival, den Kammermusikfestivals von Cape Cod, Tucson, Portland und Seattle, am Bard Festival, am Festival Bravo! Colorado, Music in the Vineyards und am Laurel Festival of the Arts teil.
Tsang gab Konzerte mit namhaften internationalen Orchestern. Er spielte die amerikanische Erstaufführung von George Enescus Symphonie Concertante mit dem American Symphony Orchestra in der Avery Fisher Hall und von Tan Duns Crouching Tiger Concerto für Cello und Kammerorchester in der Symphony Hall von Atlanta. Auf CD nahm er u. a. Cellosonaten und -variationen von Ludwig van Beethoven, Cellosonaten und ungarische Tänze von Johannes Brahms und die Cellokonzerte von Antonín Dvořák und Enescu mit dem Royal Scottish National Orchestra unter Scott Yoo auf. Achtzehn virtuose Miniaturen für Cello und Klavier versammelte er auf dem Album Blue Rock Sessions.

## Weblink
- Website von Bion Tsang